# Антон Гюнтер (граф Ольденбургу)
Антон Гюнтер (нім. Anton Günther von Oldenburg und Delmenhorst; 10 листопада 1583 — 19 червня 1667) — граф Ольденбурзький у 1603—1667 роках.

## Життєпис

### Принц
Походив з Ольденбурзької династії. Син Йоганна VII, графа Ольденбурзького, та Єлизавети Шварцбурзької. Народився 1603 року в Ольденбурзі. Замолоду здійснив багато поїздок до князівських дворів Німеччини та інших європейських країн, де встановив корисні політичні зв'язки.

### Граф

#### Внутрішня політика
У 1603 році після смерті батька успадкував трон. З 1605 року наказав звести палац в Ольденбурзі в стилі пізнього Ренесансу (завершено будівництво 1615 року). 1608 року видав постанову про стимулювання торгівлі, заснувавши один з потужніших ярмарків Північної Німеччини — Крамермаркт.
Продовжив політику попередника щодо завершення греблі в затоці Яде, а також запровадження Везерській митниці (в цьому конфліктував з магістратом Бремену), що було досягнуто 1622 року, коли отримано було відповідну згоду імператора Фердинанда II. Сама митниця запрацювала з 1623 року. Проте Бремен відмовився сплачувати мита.
Крім того, намагався розширити землі графства за рахунок кьогів (на кшталт польдерів). В цьому ефективно конкурував з графством Східна Фрисландія. 1623 року успадкував Дельменгорстське графство.
У 1643 році за рахунок дій у затоці Яде було створено когер Зеефельд, де на висушеній землі було розбудовано численні фільварки. Все це сприяло подальшому економічному розвитку графства. Вестфальським миром 1648 року було підтверджено права Ольденбургу на Везерську митницю, але Бремен не виконував цього рішення. Лише на рейхстазі в Регенсбурзі вдалося змусити бременській магістрат підкоритися.

#### Зовнішня політика
Прихід до влади Антона Гюнтера збігся з початком Тридцятирічної війни. Незважаючи на належність до лютеранських князів, граф реалістично оцінював військові сили свого графства, тому обрав політику нейтралітету. В результаті після поразки данців в битві під Люттером від імпераської армії на чолі із Йоганном Тіллі зумів домовитися з останнім щодо не вторгнення військ до Ольденбургу. Так само вдалося домовитися у 1635 році зі шведським фельдмаршалом Вольфом Генріхом фон Баудіссном.
1635 року оженився з представницею роду Гольштайн-Зондербург, що посилило зв'язок з Ланією та Гольштайном.
В результаті Ольденбурзьке графство стало одне з небагатьох в Німеччині, що за підсумками Тридцятирічної війни практично не постраждало. Через політику нейтралітету процвітали адміністрація та комерція, сільське господарство та торгівля, ремесла та мистецтво, література та музика. Військова політика відігравала підлеглу роль.
Помер 1667 року в мисливському маєтку Растеде. Своїм спадкоємцем відповідно до заповіту оголосив Фредеріка III, короля Данії та Норвегії. Сестрі Магдалені та позашлюбному синові Антону заповів окремі володіння.

## Конярство
Антон Гюнтер пристрасно захоплювався конярством і першим з династії зайнявся розведенням коней. За це отримав прізвисько «Шталмейстер Священної Римської імперії». За легендою навіть відкупався від ворожих військ своїми чудовими кіньми.
Він схрестив фризьких кобил з напівкровним жеребцем східної породи по кличці Креничі, потім додав
іберійську і неаполітанську порід, отримавши потужного коня для упряжки і карети — Ольденбурзьку породу. Сьогодні вона дуже популярна в кінному спорті. Це одна їх кращих порід для урочистих церемоній і змагань упряжок, добре виступає на змаганнях з конкуру.

## Родина
Дружина — Софія Катаріна, донька Олександра, герцога Шлезвіг-Гольштейна-Зондербурга
Діти: не було
Коханка — Фрейн Елізабет фон Унгнад
Діти:
- Антон (1633—1680), штатгальтер Ольденбургу